# Set List - Greatest Songs - Kanzen Ban
Albums de AKB48
Kamikyokutachi
(2010) Koko ni Ita Koto
(2011)
SET LIST - Greatest Songs - Kanzen Ban (SET LIST〜グレイテストソングス〜完全盤) est un album compilation du groupe de J-pop AKB48, sorti le 14 juillet 2010 au Japon sur le label Defstar Records. C'est une réédition de l'album SET LIST - Greatest Songs 2006-2007, mais avec quatre titres supplémentaires à la fin à la place des 20 mini-pistes bonus de l'original.

## Titres
1. Aitakatta (会いたかった?)
2. Bingo!
3. Yuuhi o Miteiruka? (夕陽を見ているか??)
4. Boku no Taiyō (僕の太陽?)
5. Mirai no Kajitsu (未来の果実?)
6. Dear My Teacher (Team A Ver.)
7. Skirt, Hirari (スカート、ひらり?) (Album Mix)
8. Seifuku ga Jama o Suru (制服が邪魔をする?)
9. Virgin Love (Album Mix)
10. Keibetsu Shiteita Aijō (軽蔑していた愛情?)
11. Tanjyobi no Yoru (誕生日の夜?) (Team A Ver.)
12. Korogaru Ishi ni Nare (転がる石になれ?) (Team K Ver.)
13. Sakura no Hanabiratachi (桜の花びらたち?) (Team A Ver.)
14. Romance, Irane (ロマンス、イラネ?)
15. Sakura no Hanabiratachi 2008 (桜の花びらたち2008?)
16. Seventeen
17. Anata ga Ittekureta Kara (あなたがいてくれたから?)